# Lehrbuch der Topologie
In de topologie, een deelgebied van de wiskunde, is het Lehrbuch der Topologie (handboek van de topologie) een wiskundig boek dat door Herbert Seifert en William Threlfall werd geschreven. Het werd in 1934 gepubliceerd. In 1980 verscheen er een Engelse vertaling. Het was een van de eerste boeken over de algebraïsche topologie. Samen met het boek van Aleksandrov en Hopf bleef het decennialang het standaard referentiewerk over dit onderwerp.